# 槍吻海龍
槍吻海龍（学名：Doryichthys deokhatoides），为輻鰭魚綱棘背魚目海龍魚科的其中一種，分布於亞洲湄公河、馬來半島及印尼蘇門答臘島、婆羅洲等淡水流域，體長可達18.5公分，棲息在河川植物生長茂密的區域，屬肉食性，以小型甲殼類、蠕蟲及昆蟲等為食，為卵胎生。

## 外部連結
- 槍吻海龍的圖片 （页面存档备份，存于）